# Ebersbach an der Fils
Ebersbach là một thị trấn ở huyện Göppingen ở Baden-Württemberg ở miền nam Đức. Đô thị này có diện tích 26,27 km², dân số thời điểm 31 tháng 12 năm 2020 là 15.558 người. Thị trấn này nằm bên sông Fils, 10 km về phía tây Göppingen, và 26 km về phía đông Stuttgart.